# 西洋村遗址
西洋村遗址，位于中国河北省石家庄市西洋村，为石家庄市正定县的一个省级文物保护单位，类型为古遗址，公布时间为1982年7月23日。
西洋村遗址的历史年代为新石器时代仰韶文化。